# 기노미촌
기노미촌(黄海村)은 이와테현 히가시이와이군에 설치되었던 촌이다.

## 지리
- 하천 : 기타카미강(北上川), 기노미강(黄海川)

## 연혁
- 1889년 4월 1일 - 정촌제 시행과 함께 히가시이와이군 기노미촌이 단독으로 촌제를 시행하여 탄생했다.
- 1955년 4월 1일 - 후지사와정, 야사와촌 및 오쓰보촌 일부를 합병해 새로운 후지사와정이 되었다.

## 참고서적
- 『이와테현 정촌 합병지』(이와테현 총무부 지방과, 1957년)